# العلاقات النمساوية السورية
العلاقات النمساوية السورية هي العلاقات الثنائية التي تجمع بين النمسا وسوريا.

## مقارنة بين البلدين
هذه مقارنة عامة ومرجعية للدولتين:
| وجه المقارنة                                              | النمسا                                                    | سوريا                    |
| --------------------------------------------------------- | --------------------------------------------------------- | ------------------------ |
| المساحة (كم2)                                             | 83.86 ألف                                                 | 185.18 ألف               |
| عدد السكان (نسمة)                                         | 8.81 مليون                                                | 18.27 مليون              |
| الكثافة السكانية (ن./كم²)                                 | 105.06                                                    | 98.66                    |
| العاصمة                                                   | فيينا                                                     | دمشق                     |
| اللغة الرسمية                                             | اللغة الألمانية، لغة الإشارة النمساوية ‏                   | اللغة العربية            |
| العملة                                                    | يورو، شلن نمساوي، رايخ مارك، شلن نمساوي                   | ليرة سورية               |
| الناتج المحلي الإجمالي (بليون دولار)                      | 416.60 مليار                                              | 60.20 مليار              |
| الناتج المحلي الإجمالي (تعادل القوة الشرائية) بليون دولار | 426.99 مليار                                              |                          |
| الناتج المحلي الإجمالي الاسمي للفرد دولار أمريكي          | 43.77 ألف                                                 |                          |
| الناتج المحلي الإجمالي للفرد دولار أمريكي                 | 47.68 ألف                                                 |                          |
| مؤشر التنمية البشرية                                      | 0.885                                                     | 0.594                    |
| رمز المكالمات الدولي                                      | +43                                                       | +963                     |
| رمز الإنترنت                                              | .at                                                       | .sy                      |
| المنطقة الزمنية                                           | توقيت وسط أوروبا، ت ع م+01:00، ت ع م+02:00، أوروبا/فيينا ‏ | ت ع م+02:00، ت ع م+03:00 |

## منظمات دولية مشتركة
يشترك البلدان في عضوية مجموعة من المنظمات الدولية، منها:
| علم المنظمة | اسم المنظمة                               | تاريخ انضمام النمسا | تاريخ انضمام سوريا |
| ----------- | ----------------------------------------- | ------------------- | ------------------ |
|             | مؤسسة التنمية الدولية                     | 28 يونيو 1961       | 28 يونيو 1962      |
|             | يونسكو                                    | 13 أغسطس 1948       | 16 نوفمبر 1946     |
|             | وكالة ضمان الاستثمار متعدد الأطراف        | 16 ديسمبر 1997      | 14 مايو 2002       |
|             | الأمم المتحدة                             | 14 ديسمبر 1955      | 24 أكتوبر 1945     |
|             | الاتحاد البريدي العالمي                   | ?                   | ?                  |
|             | البنك الدولي للإنشاء والتعمير             | 27 أغسطس 1948       | 10 أبريل 1947      |
|             | الاتحاد الدولي للاتصالات                  | 1866                | 12 يناير 1924      |
|             | منظمة حظر الأسلحة الكيميائية              | ?                   | ?                  |
|             | مؤسسة التمويل الدولية                     | 28 سبتمبر 1956      | 28 يونيو 1962      |
|             | المركز الدولي لتسوية المنازعات الاستشارية | 24 يونيو 1971       | 24 فبراير 2006     |
|             | منظمة الشرطة الجنائية الدولية             | ?                   | ?                  |

## أعلام
هذه قائمة لبعض الشخصيات التي تربطها علاقات بالبلدين:
- أليسار عيلابوني (عارضة نمساوية، 21 مارس 1989 – )
- طرفة بغجاتي (ناشط سوري، 1 سبتمبر 1961 – )
- عمر أبو ريشة (10 أبريل 1910[19] – 15 يوليو 1990[19])
- ناديا المالح (ممثلة نمساوية، 9 يونيو 1972[20] – )

## وصلات خارجية
- موقع وزارة الخارجية النمساوية